# Storavan
För andra betydelser, se Storavan (olika betydelser).
Storavan är en reglerad sjö i Arjeplogs kommun och Arvidsjaurs kommun i Lappland som ingår i Skellefteälvens huvudavrinningsområde. Sjön är 21 meter djup, har en yta på 183 kvadratkilometer vid normalvattennivån och befinner sig 419 meter över havet. Sjön avvattnas genom Skellefteälven.
Storavan är den tredje största sjön i Skellefteälvens vattensystem efter Uddjaure och Hornavan. Före senaste istiden hade sjön förmodligen sitt utlopp vid den djupa Avaviken, och vidare till Bottenviken via Byskeälven. Nuvarande utloppet är en kort förbindelse med sjön Naustajaure vid Slagnäs. Förbindelsen kallas även för Bergnäsälven och forsen där är en populär plats för fritidsfiskare.

## Delavrinningsområde
Storavan ingår i delavrinningsområde (729244-161379) som SMHI kallar för Utloppet av Storavan. Medelhöjden är 447 meter över havet och ytan är 438,22 kvadratkilometer. Räknas de 352 avrinningsområdena uppströms in blir den ackumulerade arean 6 312,69 kvadratkilometer. Avrinningsområdets utflöde Skellefteälven mynnar i havet. Avrinningsområdet består mestadels av skog (48 procent). Avrinningsområdet har 184,46 kvadratkilometer vattenytor vilket ger det en sjöprocent på 42,1 procent.

## Reglering
Storavan utgör tillsammans med Uddjaure ett vattenkraftsmagasin vars yta regleras mellan 418 och 420 m ö.h. Regleringen har skett i tre etapper. Första gången var före 1936 då Bergnäsdammen byggdes vid utloppet av Storavan. Andra gången var 1956, då man muddrade vid Kaskerströmmen vid Uddjaures utlopp så att ytan sänktes ca 40 cm. Tredje gången var 1958, då vattennivån höjdes igen. På grund av den höjda vattennivån ingår även en rad sjöar väster om Uddjaure i magasinet: Fluka, Aisjaure, Hammarträsket, Tjärraur, Korsträsket och Båtsträsk.